# Jean-Claude Désir
Jean-Claude Désir (8 agosto 1946) è un ex calciatore haitiano, di ruolo centrocampista.

## Carriera

### Club
Disputa la NASL 1968 tra le file del Detroit Cougars, club con cui giunge all'ultimo posto della Lakers Division.
Tornato in patria gioca tra le file dell'Aigle Noir. Durante il periodo di militanza con l'Aigle Noir, fece parte della spedizione haitiana ai Mondiali tedeschi del 1974.

### Nazionale
Ha vestito la maglia di Haiti in ventiquattro occasioni, partecipando con la sua Nazionale ai Mondiali tedeschi del 1974, giocando tutti e tre gli incontri disputati dalla sua Nazionale.
Il suo primo incontro in Nazionale è datato 8 dicembre 1968 nella vittoria haitiana per 4-0 contro Guatemala mentre l'ultimo lo disputò nella vittoria dei Les Grenadiers del 16 ottobre 1977 per 1-0 contro l'El Salvador.

## Palmarès

### Nazionale
- Campionato CONCACAF: 1

Haiti 1973